# دينيس أوسوليفان (لاعبة)
دينيسي أوسوليفان (بالإنجليزية: Denise O'Sullivan) (4 فبراير 1994 بكورك في جمهورية أيرلندا - ) هي لاعبة كرة قدم أيرلندية في مركز الهجوم. شاركت مع منتخب جمهورية أيرلندا لكرة القدم للسيدات. أما مع النوادي، فقد لعبت مع نادي غلاسكو سيتي وهيوستن داش وCork City W.F.C. ‏ وPeamount United F.C. ‏.

## وصلات خارجية
- دينيسي أوسوليفان على موقع الاتحاد الدولي (مؤرشف)  (الإنجليزية)
- دينيسي أوسوليفان على موقع الاتحاد الأوربي (الإنجليزية)
- دينيسي أوسوليفان على موقع قاعدة بيانات كرة القدم.إي يو (الإنجليزية)
- دينيسي أوسوليفان على موقع Soccerway.com (الإنجليزية)
- دينيسي أوسوليفان على موقع عالم كرة القدم.نت (الإنجليزية)